# Saint Thomas (Barbados)
Saint Thomas (St. Thomas) eines der elf Parishes (Verwaltungseinheit) im karibischen Inselstaat Barbados. Es ist eines von zwei Parishes ohne Küstenzugang. Das andere ist Saint George im Süden. 2010 hatte das Parish 14.249 Einwohner. Cynthia Forde ist die Abgeordnete für das Parish im House of Assembly.

## Geographie
Im Parish gibt es keine Städte. Der zentrale Ort ist Welchman Hall. Die namengebende St. Thomas Church liegt westlich von Rock Hall am Highway 2A. Der Großteil der Bevölkerung lebt im Südwesten der Parish, im Einzugsgebiet von Bridgetown. Die größten Orte sind Welches, Redmans und Arthurs Seat. Shop Hill, White Hill und Edgehill liegen zentral im Südwesten. Das Gebiet des Parish erstreckt sich im Norden bis zum Mount Hillaby. Eine weitere namhafte Anhöhe ist Mount Misery (324 m). In seinem Umfeld liegen Welchman Hall Gully und Highclere Pond. Auch Quellbäche des Constitution River entspringen im Zentrum des Parish. Eine weitere Sehenswürdigkeit ist Harrison’s Cave Eco-Adventure Park mit einer Tropfsteinhöhle.
Das Parish grenzt an Saint Andrew (NO), Saint George (SO), Saint James (W), Saint Joseph (O), Saint Michael (SW).
Im Parish befinden sich die folgenden Siedlungen:
| - Arthurs Seat - Bridgefield - Clifton Hill - Dunscombe - Edgehill - Hopewell - Redmans - Rock Hall - Shop Hill - Welchman Hall - Welches - White Hill - Bagatelle - Bennetts - Bibbys Lane - Bloomsbury - Blunts - Canefield | - Carrington - Christie - Clifton - Content - Dukes - Endeavour - Farmers - Fisherpond - Highclere - Lion Castle - Mount Misery - Mount Wilton - Porey Spring - Proutes - Rugby - Strong Hope - Walkes Spring |

## Bildung
1997 wurde die St. Thomas Secondary School eröffnet, die Vorgängerinstitution der Lester Vaughan Secondary School, welche nach einem Barbadianer benannt ist, der sich um die Entwicklung des Bildungssektors verdient gemacht hat und auch das National Pledge of Barbados verfasst hat.
Die Barbados Association for Children With Intellectual Challenges führt die Challenor School für Kinder und Erwachsene mit Geistigen Behinderungen.

## Sehenswürdigkeiten
- Clifton Hill Moravian Church
- Sharon Moravian Church
- Harrison’s Cave